# Бодзаново (гміна Хоцень)
Бодзаново (пол. Bodzanowo, нім. Doberstein) — село в Польщі, у гміні Хоцень Влоцлавського повіту Куявсько-Поморського воєводства.
Населення — 97 осіб (2011).
У 1975-1998 роках село належало до Влоцлавського воєводства.

## Демографія
Демографічна структура станом на 31 березня 2011 року:
|          | Загалом | Допрацездатний вік | Працездатний вік | Постпрацездатний вік |
| -------- | ------- | ------------------ | ---------------- | -------------------- |
| Чоловіки | 57      | 10                 | 39               | 8                    |
| Жінки    | 40      | 4                  | 24               | 12                   |
| Разом    | 97      | 14                 | 63               | 20                   |